# Kapitel I der Charta der Vereinten Nationen
Das Kapitel I der Charta der Vereinten Nationen enthält in Artikel 1 und 2 die Ziele und Grundsätze (purposes and principles) der Vereinten Nationen (VN).
Die VN definieren im ersten Artikel die Ziele Weltfrieden und internationale Sicherheit, Schaffung und Stärkung von freundschaftlichen zwischenstaatlichen Beziehungen und Kooperationen wirtschaftlicher, sozialer, kultureller und humanitärer Art sowie der Stärkung der Menschenrechte.
Im zweiten Artikel wird die Gleichheit aller Staaten festgelegt und die Lösung von zwischenstaatlichen Konflikten mit friedlichen Mitteln verlangt. Die territoriale Unversehrtheit und politische Unabhängigkeit jeden anderen Staates ist zu respektieren. Die Androhung oder Anwendung von Gewalt, sowie die Unterstützung von Aktivitäten gegen ein anderes Land sind klar verboten.
Das Gewaltverbot ist eine deutliche Erweiterung des Briand-Kellogg-Pakts, der seit 1928 jeden Angriffskrieg völkerrechtlich ächtet.

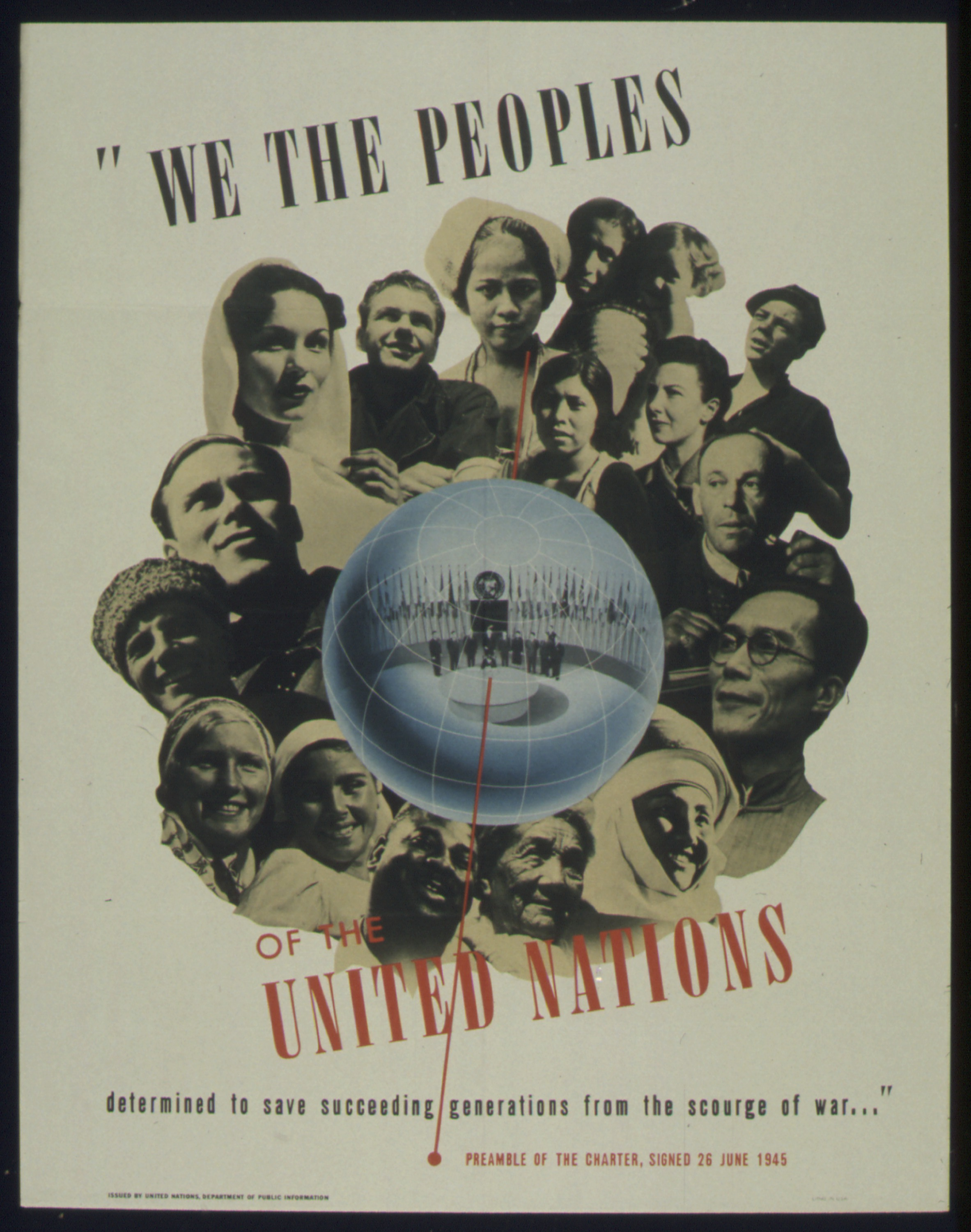

## Inhalt
Der Originaltext steht auf der Website der VN in englischer Sprache und auf der Seite des Regionalen Informationszentrum der Vereinten Nationen für Westeuropa (UNRIC) in deutscher Sprache zur Verfügung.

### Artikel 1
Die Vereinten Nationen setzen sich folgende Ziele:
1. den Weltfrieden und die internationale Sicherheit zu wahren und zu diesem Zweck wirksame Kollektivmaßnahmen zu treffen, um Bedrohungen des Friedens zu verhüten und zu beseitigen, Angriffshandlungen und andere Friedensbrüche zu unterdrücken und internationale Streitigkeiten oder Situationen, die zu einem Friedensbruch führen könnten, durch friedliche Mittel nach den Grundsätzen der Gerechtigkeit und des Völkerrechts zu bereinigen oder beizulegen;
2. freundschaftliche, auf der Achtung vor dem Grundsatz der Gleichberechtigung und Selbstbestimmung der Völker beruhende Beziehungen zwischen den Nationen zu entwickeln und andere geeignete Maßnahmen zur Festigung des Weltfriedens zu treffen;
3. eine internationale Zusammenarbeit herbeizuführen, um internationale Probleme wirtschaftlicher, sozialer, kultureller und humanitärer Art zu lösen und die Achtung vor den Menschenrechten und Grundfreiheiten für alle ohne Unterschied der Rasse, des Geschlechts, der Sprache oder der Religion zu fördern und zu festigen;
4. ein Mittelpunkt zu sein, in dem die Bemühungen der Nationen zur Verwirklichung dieser gemeinsamen Ziele aufeinander abgestimmt werden.

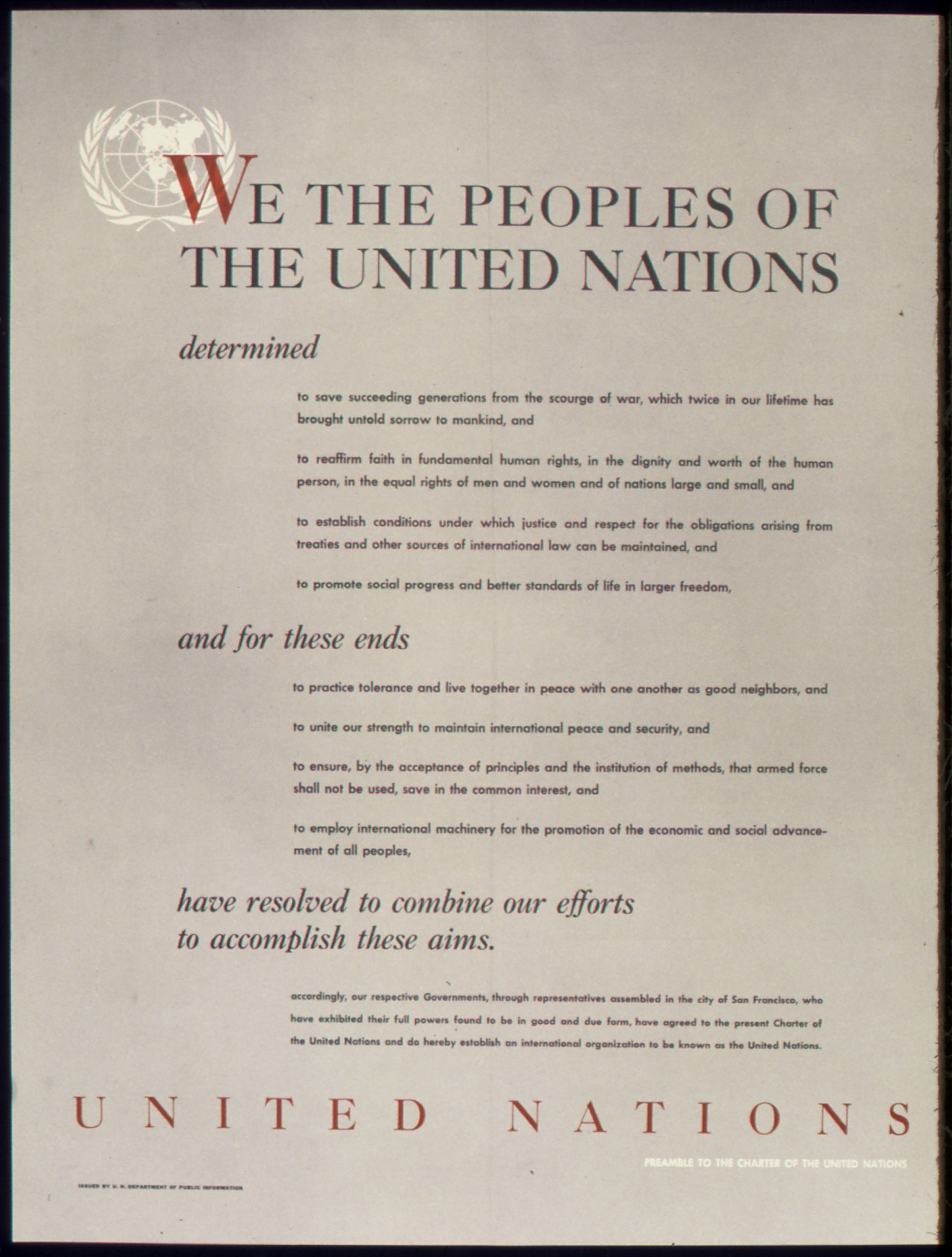
World War II Poster der USA über die UNITED NATIONS – PREAMBLE TO THE CHARTER OF THE UNITED NATIONS

### Artikel 2
Die Organisation und ihre Mitglieder handeln im Verfolg der in Artikel 1 dargelegten Ziele nach folgenden Grundsätzen:
1. Die Organisation beruht auf dem Grundsatz der souveränen Gleichheit aller ihrer Mitglieder.
2. Alle Mitglieder erfüllen, um ihnen allen die aus der Mitgliedschaft erwachsenden Rechte und Vorteile zu sichern, nach Treu und Glauben die Verpflichtungen, die sie mit dieser Charta übernehmen.
3. Alle Mitglieder legen ihre internationalen Streitigkeiten durch friedliche Mittel so bei, dass der Weltfriede, die internationale Sicherheit und die Gerechtigkeit nicht gefährdet werden.
4. Alle Mitglieder unterlassen in ihren internationalen Beziehungen jede gegen die territoriale Unversehrtheit oder die politische Unabhängigkeit eines Staates gerichtete oder sonst mit den Zielen der Vereinten Nationen unvereinbare Androhung oder Anwendung von Gewalt.
5. Alle Mitglieder leisten den Vereinten Nationen jeglichen Beistand bei jeder Maßnahme, welche die Organisation im Einklang mit dieser Charta ergreift; sie leisten einem Staat, gegen den die Organisation Vorbeugungs- oder Zwangsmaßnahmen ergreift, keinen Beistand.
6. Die Organisation trägt dafür Sorge, dass Staaten, die nicht Mitglieder der Vereinten Nationen sind, insoweit nach diesen Grundsätzen handeln, als dies zur Wahrung des Weltfriedens und der internationalen Sicherheit erforderlich ist.
7. Aus dieser Charta kann eine Befugnis der Vereinten Nationen zum Eingreifen in Angelegenheiten, die ihrem Wesen nach zur inneren Zuständigkeit eines Staates gehören, oder eine Verpflichtung der Mitglieder, solche Angelegenheiten einer Regelung auf Grund dieser Charta zu unterwerfen, nicht abgeleitet werden; die Anwendung von Zwangsmaßnahmen nach Kapitel VII wird durch diesen Grundsatz nicht berührt.